# الجسر العتيق (الموصل)
الجسر الأول والمعروف بالجسر العتيق أو الجسر القديم ويعرف باللهجة المحلية المصلاوية بالجسغ العتيق هو جسر فوق نهر دجلة يربط بين الساحل الأيمن والأيسر لمدينة الموصل في العراق.
شيد وبني في أوائل سنة 1932 أو 1933 في عهد الملك غازي وافتتح في سنة 1934 ويعتبر من أقدم جسور الموصل. يربط بين منطقة النصر والميدان ويبلغ طوله نحو 305 متر.

## إخراج الجسر عن الخدمة
في تاريخ 24 تشرين الثاني /نوفمبر 2016 هدم الجسر ودمر من قبل جيش التحالف الدولي لأجل فصل الساحل الأيمن عن الأيسر بالكامل وبهذه الضربة قسمت محافظة نينوى إلى جزأين وحصر أفراد تنظيم داعش في مواقعه.

## إعادة البناء

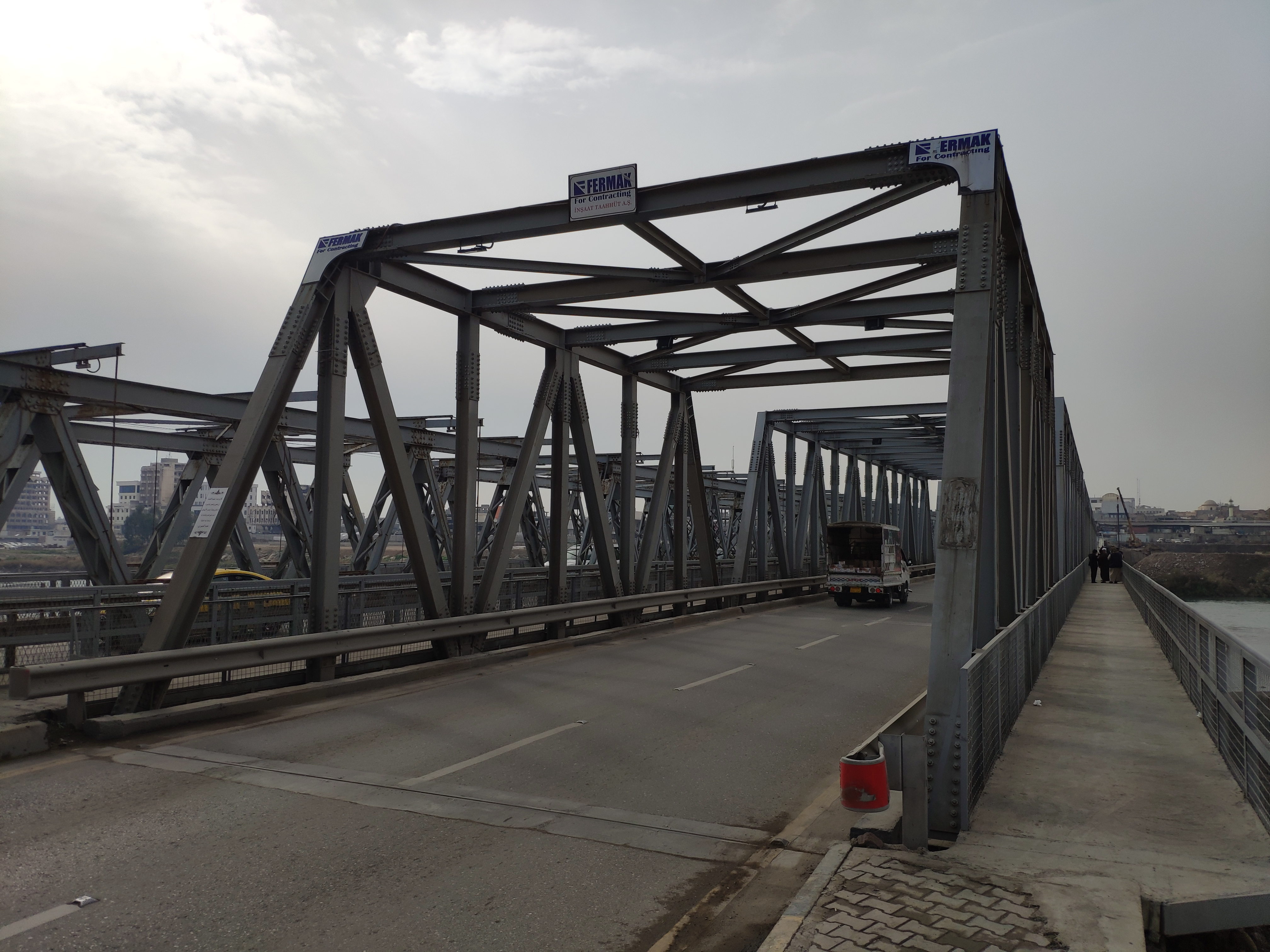
الجسر الجديد الموازي للجسر القديم.

تعرض الجسر العتيق للتدمير خلال معارك تحرير الموصل مع داعش عام 2016، وأعيد إعماره خلال عهد رئيس الوزراء العراقي حيدر العبادي وأُعيد افتتاحه يوم 14 آذار 2018 على نفس الطراز القديم. وبعدها بُني جسر موازي للجسر القديم وعلى نفس الطراز، وافتتح في آواخر 2022 م.